# Mariscal Francisco Solano López (Caaguazú)
Mariscal Francisco Solano López es un distrito paraguayo del Departamento de Caaguazú, situada al costado del Río Yguazú a unos 80 km de Ciudad del Este. Los lugareños se dedican a la agricultura, ganadería, explotación forestal y cultivo de soja.

## Toponimia
Su nombre se debe al segundo presidente constitucional del país, el Mariscal Francisco Solano López. Era antiguamente conocido como "Laguna Karapá", pero el nombre no tiene que ver con esta comunidad y su denominación real es «Santa Ana», que es la compañía más antigua de la región. Los habitantes originales se mudaron a las ciudades de Hernandarias e Itakyry. Según los pobladores antiguos, la localidad tendría unos 180 años de fundación. 

## Geografía
Limita al norte con Vaquería y Nueva Toledo, al este y sur con el Departamento de Alto Paraná, y al oeste con Raúl Arsenio Oviedo.
Las temperaturas mínimas que se registran es de hasta 0 °C en invierno, y las máximas alrededor de 35 °C en verano.

## Cultura
En materia educativa y cultural cuenta instituciones educativas que van desde la educación inicial básica, la Escuela Básica Nª 1902 Santa Ana. La comunidad de santa Ana siempre celebra la festividad de San Juan: la noche del 24 de junio, los vecinos y los alumnos de Colegio Nacional Santa Ana se reúnen para participar de juegos y certámenes que a menudo tienen nombres tradicionales en guaraní.

## Transporte
Está localizada a unos 327 km de la capital del país y a aproximadamente 80 km de Ciudad del Este. Se puede acceder a ella por medio de un desvío localizado a 2 km de la ciudad de Yguazú sobre la Ruta Nacional n.º 2. Este desvío ya posee  asfaltado tiene aproximadamente 40 km y cruza al costado de la Presa de Yguazú.